# Britt-Lis Edgren
Britt-Lis Edgren, född 16 januari 1928 i Stockholm, död 23 juni 2004 i Eskilstuna, gift Barre, var en svensk barnskådespelare. Hon var dotter till regissören Gustaf Edgren  och syster till Bengt Edgren.

## Filmografi
- 1940 – Stora famnen
- 1935 – Valborgsmässoafton
- 1934 – Karl Fredrik regerar

### Fotnoter
1. 1 2  ”Britt-Lis Edgren på SFDb”. Svensk filmdatabas. http://www.sfi.se/sv/svensk-filmdatabas/Item/?type=PERSON&itemid=59939. Läst 22 november 2012.